# (4340) Dence
(4340) Dence est un astéroïde de la ceinture principale.

## Description
(4340) Dence est un astéroïde de la ceinture principale. Il fut découvert le 4 mai 1986 à l'Observatoire Palomar par Carolyn S. Shoemaker. Il présente une orbite caractérisée par un demi-grand axe de 2,39 UA, une excentricité de 0,23 et une inclinaison de 25,2° par rapport à l'écliptique.

## Compléments